# Izajás könyve

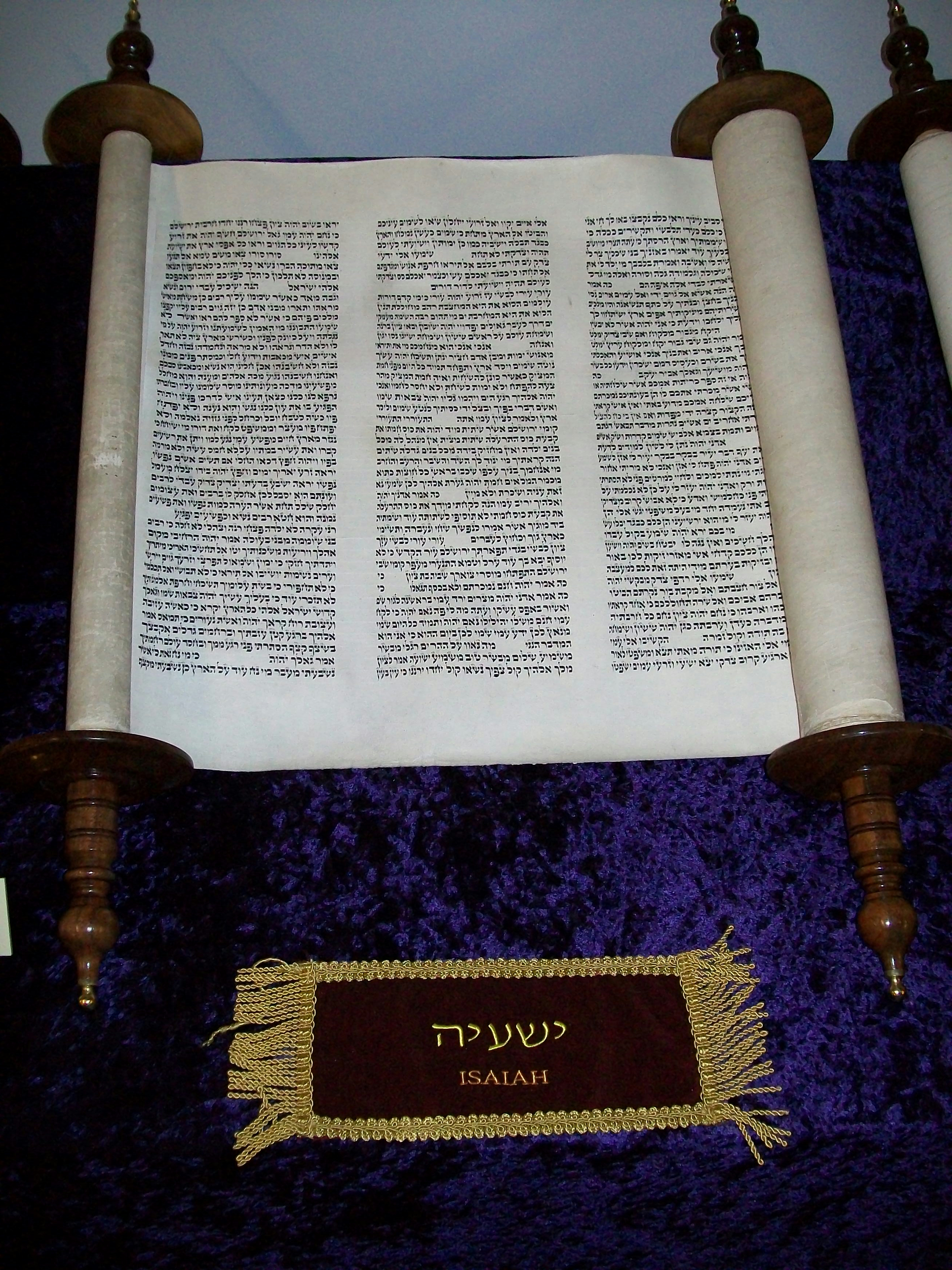

Az Izajás könyvét (Ézsaiás könyve) a Bibliában szereplő Izajás (Ézsaiás) prófétának, és a hozzácsatolt névtelen próféta, deutro-Izajás és trito-Izajás fejezetekre osztott írásainak tulajdonítják. Izajás a maga 66 fejezetnyi terjedelmével a leghosszabb könyve az Ószövetségnek, egyúttal a Szentírásnak is. Valamennyi keresztény felekezet kánonjában megtalálható. Végleges szövegezése i. e. 520-ra tehető.

## Szerzősége
Egy széles körben elterjedt nézet alapján a könyv első felének egyes részei (1–39. fejezet) Ézsaiás prófétától származnak. A könyv többi része későbbi időszakból származik, amelyek egy folyamatban lévő prófétaiskola munkáját mutatják be és akik ennek megfelelően prófétáltak.

## A könyv felosztása
1-39 Izajás, Ámosz fiának igehirdetése (a fogság utáni kiegészítésekkel).
- 1-12 Többségében fenyegető prófétai mondások Júda és Jeruzsálem ellen
- 13-23 Fenyegető prófétai mondások a pogány népek ellen
- 24-27 Izajás nagy apokalipszise
- 28-32 Fenyegető prófétai mondások Jeruzsálem ellen
- 33-35 Üdvösség ígérete és Izajás kis apokalipszise 34-35
- 36-39 Történeti függelék (fogság utáni kiegészítések Izajás próféta életéből.

40-55 Deutro-Izajás igehirdetése (a fogság második felében keletkezett).
- 40,1-11 Prológus
- 40-48 Vigasztalás, remény a hazatérésre
- 49-55 Sion helyreállítása
- 55,6-13 Epilógus.

56-66 Trito-Izajás gyűjtemény (fogság utáni eredetű)
- a romba dölt Jeruzsálem, templom, szentély felett érzett bánat, az újjáépítés nehézségei, és a jobb gazdaság utáni vágy foglalkoztatja az írót.[2]

## Külső hivatkozások
- Ésaiás könyve – teljes szöveg, többféle fordításban (Biblia fordítások - Károli Biblia), immanuel.hu/biblia/biblia.php
- Ésaiás könyve – teljes szöveg, wikibooks.org
- Izajás könyve – teljes szöveg, többféle fordításban , szentiras.eu
- Ésaiás könyve – szavanként elemző, biblehub.com
- Ézsaiás könyve LXX szerint fordítása, www.church-bg.eu/blog/